# Gornji Petrovci
Gornji Petrovci (madžarsko Péterhegy, prekmursko Gorenji Petrovci) so naselje na severovzhodnem Goričkem in središče Občine Gornji Petrovci.
Stari del naselja se je razvil na gričevnatem pobočju in slemenu, novejši del pa v dolini Peskovskega potoka ob glavni cesti Murska Sobota – Hodoš in železniški progi Ormož – Hodoš (proga Murska Sobota - Hodoš je bila 1968 ukinjena. Leta 2001 pa je po novi progi ponovno stekel promet.
V bližini (Olabe) stoji  evangeličanska cerkev zgrajena 1824 ter sedemdeset let kasneje prenovljena. Na bližnjem slemenu je Dom na Goričkem (Pindža), na nižjem Nedeljskem bregu pa cerkev Svete Trojice katere začetki gradnje segajo v 14. stoletje.
Pomembna vaščana sta bila Janoš Hül in Matjaž Godina.

## Prireditve
- Borovo gostüvanje leta 1961